# Lode Wyns
Lodewijk Jules Arthur (Lode) Wyns (Antwerpen, 29 november 1946) is een voormalige Belgische atleet, die was gespecialiseerd in het speerwerpen. Hij nam eenmaal deel aan de Olympische Spelen en veroverde tien Belgische titels. Nadien kreeg hij bekendheid als moleculair bioloog en hoogleraar.

## Biografie

### Atletiek
Wyns werd in 1967 voor het eerst Belgisch kampioen bij het speerwerpen. Tussen 1967 en 1979 veroverde hij tien titels. Hij verbeterde in 1967 voor het eerst het Belgisch record. Hij gooide in Turnhout 73,84 m ver. In verschillende verbeteringen bracht hij het record in 1977 in Bornem naar 79,20 m.
Wyns nam in 1968 nam deel aan de Olympische Spelen in Mexico-Stad, waar hij met 73,68 m uitgeschakeld werd in de kwalificaties.

### Clubs
Lode Wyns was aangesloten bij Antwerp Athletic Club.

### Academisch
Lode Wyns behaalde in 1977 zijn doctoraat aan de VUB. Sinds 1993 was hij hoogleraar aan de faculteit Wetenschappen en sinds 1996 hoofd van het VIB. Hij was vicerector research.

## Belgische kampioenschappen
| Onderdeel   | Jaar                                                  |
| ----------- | ----------------------------------------------------- |
| speerwerpen | 1967, 1969 , 1971, 1972, 1973, 1974, 1975, 1977, 1979 |

## Persoonlijke records
| Onderdeel   | Prestatie | Datum        | Plaats |
| ----------- | --------- | ------------ | ------ |
| speerwerpen | 79,20 m   | 12 juni 1977 | Bornem |

## Palmares

### speerwerpen
- 1966:  BK AC – 63,90 m
- 1967:  BK AC – 67,74 m
- 1968: 17e in kwal. OS – 73,68 m
- 1969:  BK AC – 72,58 m
- 1971:  BK AC – 69,76 m
- 1972:  BK AC – 75,40 m
- 1973:  BK AC – 77,06 m
- 1974:  BK AC – 70,34 m
- 1975:  BK AC – 70,32 m
- 1976:  BK AC – 71,76 m
- 1977:  BK AC – 71,90 m
- 1979:  BK AC – 72,92 m